# لیز اسمیت (بازیکن فوتبال)
لیز اسمیت (انگلیسی: Liz Smith؛ زادهٔ ۲۵ سپتامبر ۱۹۷۵) بازیکن فوتبال اهل کانادا است.
وی همچنین در تیم ملی فوتبال زنان کانادا بازی کرده‌است.